# Jince
Jince är en köping i Tjeckien.   Den ligger i regionen Mellersta Böhmen, i den centrala delen av landet, 50 km sydväst om huvudstaden Prag. Jince ligger 391 meter över havet och antalet invånare är 2 139.
Terrängen runt Jince är kuperad åt sydväst, men åt nordost är den platt. Runt Jince är det ganska glesbefolkat, med 38 invånare per kvadratkilometer. Närmaste större samhälle är Příbram, 10,9 km söder om Jince. I omgivningarna runt Jince växer i huvudsak blandskog.